# Kazimierz Laskowski
Kazimierz Laskowski (7 de noviembre de 1899-20 de octubre de 1961) fue un deportista polaco que compitió en esgrima, especialista en la modalidad de sable.
Participó en los Juegos Olímpicos de Ámsterdam 1928, obteniendo una medalla de bronce en la prueba por equipos. Ganó una medalla de bronce en el Campeonato Mundial de Esgrima de 1930.

## Palmarés internacional
| Juegos Olímpicos   | Juegos Olímpicos         | Juegos Olímpicos  | Juegos Olímpicos  |
| Año                | Lugar                    | Medalla           | Prueba            |
| ------------------ | ------------------------ | ----------------- | ----------------- |
| 1928               | Ámsterdam (Países Bajos) | Medalla de bronce | Sable por equipos |
| Campeonato Mundial |                          |                   |                   |
| Año                | Lugar                    | Medalla           | Prueba            |
| 1930               | Lieja (Bélgica)          | Medalla de bronce | Sable por equipos |